# Bukovci
Bukovci är en ort i Bosnien och Hercegovina. Den ligger i entiteten Federationen Bosnien och Hercegovina, i den centrala delen av landet, 40 km nordväst om huvudstaden Sarajevo. Bukovci ligger 578 meter över havet och antalet invånare är 394.
Terrängen runt Bukovci är huvudsakligen kuperad, men åt sydost är den platt.Runt Bukovci är det ganska tätbefolkat, med 93 invånare per kvadratkilometer.. Närmaste större samhälle är Zenica, 17,4 km norr om Bukovci.
I omgivningarna runt Bukovci växer i huvudsak lövfällande lövskog.